# Playing With Numbers
"Playing with Numbers" er en sang udført af den irske singer-songwriter Molly Sterling. Den blev udgivet som en digital download i Irland den 3. april 2015. Sangen repræsenterede Irland i den anden semifinale i Eurovision Song Contest 2015, men sluttede som nummer 12, og gik ikke videre til finalen. Sangen blev skrevet og produceret af Molly Sterling og Greg French.

## Udgivelseshistorik
| Land   | Dato          | Format           | Udgiver       |
| ------ | ------------- | ---------------- | ------------- |
| Irland | 3. april 2015 | Digital download | Lunar Records |